# Cement

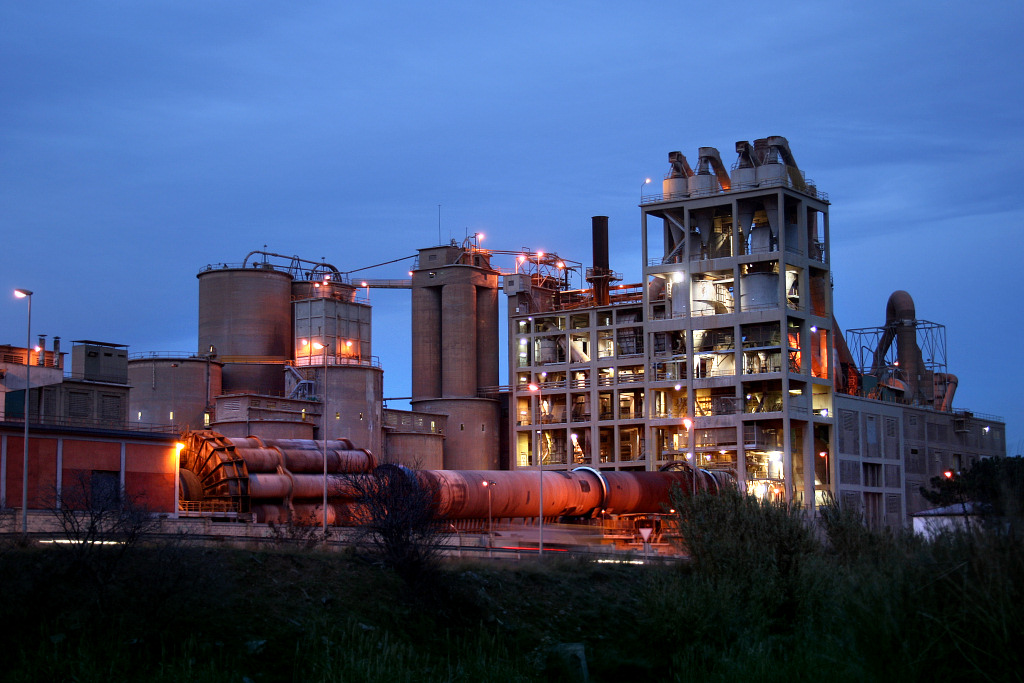
Cementgyár Barcelona közelében

A cement olyan hidraulikus kötőanyag, amelyben a kötő- és adalékanyagok víz hozzáadásával kémiai reakcióba lépnek egymással és azokat a cement képes tartósan összeragasztani. Az évenkénti cementgyártás a világon 4,2 milliárd tonna nagyságrendűre becsülhető.
A cement elnevezés a római időkig nyúlik vissza, amikor is az opus caementitium kifejezést az olyan (a betonhoz hasonló) falazott szerkezetekre használták, amelyek kőzúzalékból és az azt összetartó égetett mészből készültek.

## Története
Nendtvich Gusztáv szerint a „rómaiak óta a középkoron keresztül századunkig a hidraulikus kötőanyagok technikája mit sem haladt”. Az olaszországi Nápolyi-öbölben találtak a rómaiak hidraulikus anyagot (tufát – ennek őrleménye a trasz), melyet oltott mésszel keverve használtak építéshez. A római birodalom bukása után a cement hidraulikus kiegészítőanyag használatát teljesen elfelejtették. Az Eiffel-hegységben, a rómaiak által még az ókorban feltárt bányákból származó trachit tufáját 1682-ben kezdték újból használni gátépítésekhez Hollandiában.
A 18. században Oroszországban és Angliában is állítottak elő a rómaiakéhoz hasonló cementet. A 19. században a francia I. J. Vicat meghatározta a hidraulikus kötést, annak mechanizmusát és a hidraulikus indexet. Neki sikerült először mesterséges cementet készítenie mész és agyagtartalmú kőzetek összekeverése és kiégetése útján. Később, 1811-ben, J. Frast két rész krétából és egy rész agyagból készített cementet, amire 1822-ben kapott szabadalmat.
A mai értelemben vett cement feltalálója J. Aspdin angol kőműves mester, aki 1824-ben szabadalmaztatta a portlandcementet. Aspdin eljárását a későbbiekben többen is tökéletesítették azzal, hogy nagyobb figyelmet szenteltek a nyersanyagok keverési arányának, azok ellenőrzésének és a megfelelően nagy égetési hőmérsékletnek (a zsugorításnak). A portlandcement fokozatosan terjedt el, magával vonva új gyártási technológiák megjelenését.

### A magyarországi cement története
Az alábbiakban az egykori és a mai Magyarország cementgyárai is szerepelnek.
Jóllehet az építéshez kötőanyagot – meszes habarcs formájában – már Géza fejedelem korában is használtak, a cement ismerete és használata nagyon lassan terjedt el Magyarországon. A Széchenyi lánchíd építésekor az alapokhoz Belcsényből hozatott nyersanyagból jó minőségű, római típusú cementet égetett Clark Ádám a mai Magyar Tudományos Akadémia akkor még üres telkén. A források két különböző helyet említenek első cementgyártóként: Belcsényt és Mogyoróskát, mindkettőt az 1860-as években. Annak ellenére, hogy a Benczúr József által működtetett mogyoróskai cementek még New Yorkba is eljutottak, az üzem 1934-ben bezárta kapuit. A belcsényi gyár cementje is nagyon kedvelt volt, szállítottak belőle külföldre is. 1918-ig ez a gyár volt az ország legnagyobb cementgyára.
A Lábatlani Cementgyárat 1868-ban alapította egy ógyallai földbirtokos, Konkoly Thege Balázs. A gyárban kezdetben római cementet gyártottak, és a portlandcement-gyártás 1876-ban indult meg. Az alapítóval később társult Hannig Mátyás, a gyár első igazgatója Wendland Károly volt. A Nyergesújfalui Cementgyárat 1869-ben alapította Benkó Károly, ez az első világháború után megszűnt. 1880-ban alapították az Újlaki (óbudai) Cementgyárat. A Gurahonci Cementgyár, az akkori Arad megyében, kis kapacitású létesítmény volt. A 20. század elején sorra épültek a cementgyárak: Litvaillón, Zágráb mellett, Tordán, és Selypen.
A Bélapátfalvi Cementgyárral kezdődött a korszerű üzemek létesítése, 1908-ban. A cementgyár felszereléséhez a gépeket Németországból importálták és ekkor épült ki az Eger-Putnok között vasútvonal is. A Beremendi Cementgyárat 1909-ben alapította Schaumburg-Lippe herceg. A berendezések hajtását és villamosenergia-ellátását saját gőzgépekkel oldották meg.
1920-at követően a következő cementgyárak voltak Magyarország területén: Beremend, Bélapátfalva, Felsőgalla, Lábatlan, Nyergesújfalu, Újlak és Selyp. Ezek együttes éves kapacitása ekkor 660 ezer tonnára volt tehető, de ez a következő években jelentősen visszaesett és csak a második világháború után kezdett újra nőni. A nyergesújfalui gyár 1925-ben, az újlaki pedig 1929-ben zárta be kapuit. A felsőgallaiból átalakult Tatabányai Cement- és Mészmű 1984-ben fejezte be a cement gyártását, a selypi és bélapátfalvi gyárak pár évvel később szintén bezártak. Jelenleg a teljes magyar cementipar, valamint az ágazathoz tartozó szolgáltatói szektor és infrastruktúra jelentős része három külföldi cég tulajdonában van, a francia Lafarge S. A. (rt.), a svájci Holderbank és a német Heidelberger Zement AG, valamint SCHWENK Zement KG. A rendszerváltás után öt cementgyár üzemelt hazánkban. A lábatlani és a hejőcsabai svájciaké, a beremendi és a Dunai Cement- és Mészmű váci üzeme németeké lett (utóbbi kettő Duna-Dráva Cement Kft. néven egyesült), illetve 2011 júliusa óta működik Királyegyházán a Lafarge S. A. üzeme.

## Modern cementfajták

### Portlandcementek

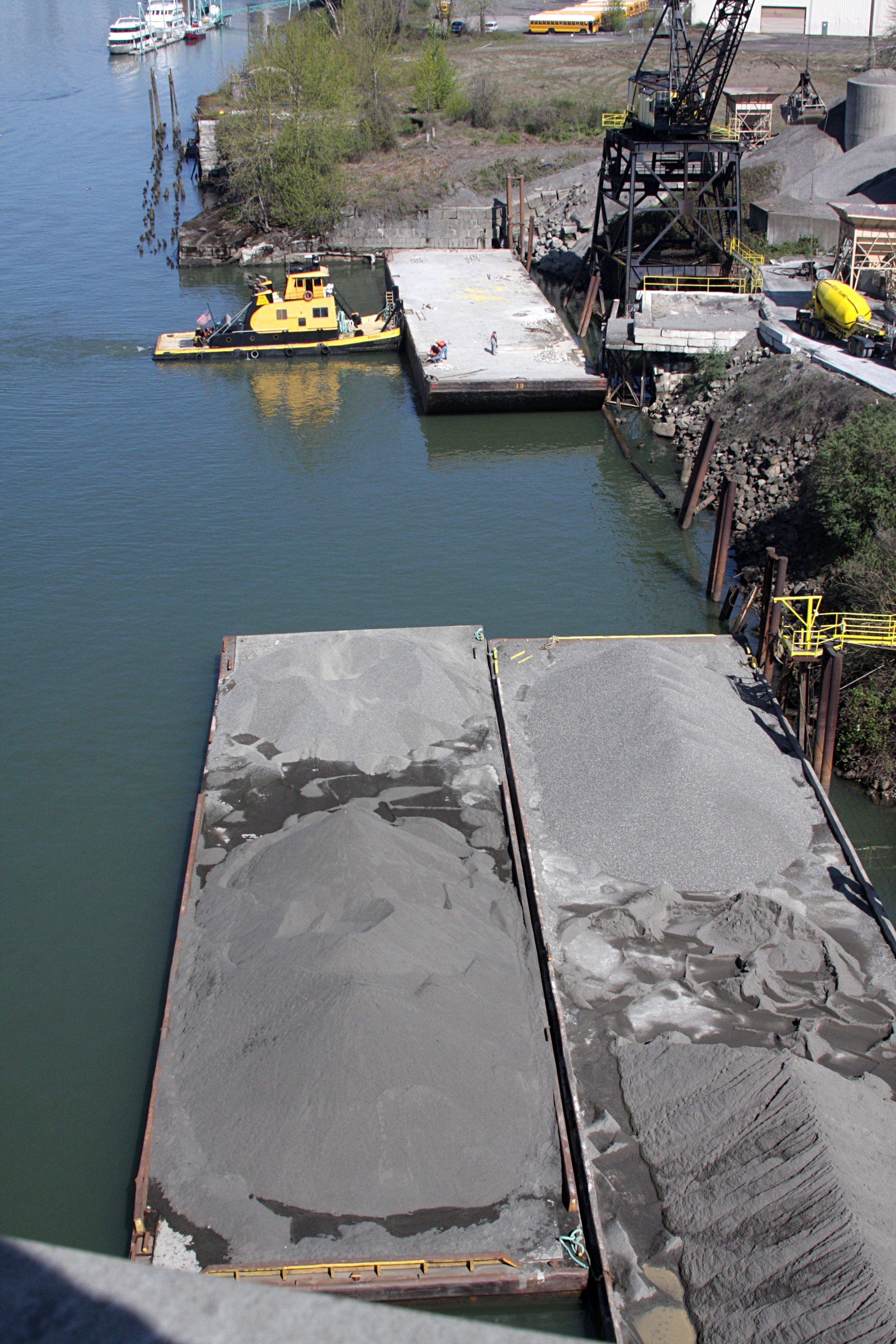
Cementszállítás folyón

Mészkő hevítésével készül a cement úgy, hogy kevés ásványi anyagot (pl. agyagot) adnak hozzá. A folyamatot, amelynek során az anyagot cementégető kemencében 1450 °C-ra hevítik, kalcinálásnak nevezzük. A keletkező kemény anyag a klinker, melyet kevés gipsz hozzáadásával porrá őrölnek, hogy végül elkészüljön a legelterjedtebb cementfajta, a közönséges portlandcement. (A portlandcement a dél-angliai Portland-sziget kőzetéről kapta a nevét.)
A portlandcement a beton egyik alapvető hozzávalója. A beton olyan építőanyag, amelynek összetevői a kavics, a homok, a cement és a víz. Előnye, hogy bármilyen alakra formázható és ha egyszer megszilárdul, tartószerkezetként használható. A portlandcement szürke vagy fehér lehet.

#### Nagy kezdő- és végszilárdságú portlandcementek
Csak olyan klinkerfajtákból állítható elő, melyekben a C3S (vagyis a 3:1 arányú mész/kvarc – CaO/SiO2 – kristály) tartalom legalább 60-70 tömegszázalék. A kezdőszilárdság érdekében a trikalcium-aluminát (C3A, Ca3Al2O6) tartalom 12-14 tömegszázalékra növelhető, ami ugyanakkor szükségessé teszi a gipszkő mennyiségének növelését is. A cement gőzérlelhetősége romlik és az előállításához szükséges klinker égetési igénye nő.

#### Út- és pályaépítési cementek
Egyre nagyobb jelentőségűek az autópályán, valamint a nagy tömegű járművek, repülőgépek fogadására alkalmas közlekedési létesítmények építéséhez szükséges cementfajták, amelyeknél a tiszta nyomásnál nagyobb a hajlító igénybevétel. Ezért kívánatos, hogy 28 napos korra legalább 45 MPa nyomószilárdság mellett a cementben a hajlító/nyomószilárdság aránya megközelítse vagy elérje az 1:5-1:6 arányt.

#### Közepes szilárdságú portlandcementek
Hidraulikus kiegészítőanyagként granulált kohósalak vagy szénpernye őrleményt tartalmaznak. Ezek jelenléte lassítja a cement szilárdulási ütemét, ugyanakkor meghosszabbítja a szilárdulás folyamatát akár 1-3 hónappal. Jelentősen meghosszabbodik az utószilárdulási szakasz is.

#### Szulfátálló portlandcementek
A szulfátálló portlandcementek C3A klinkerásvány-tartalma 3-5 tömegszázalék, hogy ellenállóbb legyen a szulfátokkal szemben.

#### Mélyfúrási cementek
Ezeket a cementeket elsősorban nagy mélységű fúrólyukak kivitelezéséhez használják fel. Legfontosabb követelményük a kötésidő és a hajlítószilárdság. Alacsony az őrlésfinomság, megfelelő víztartóképesség mellett.

#### Kis hőfejlesztésű portlandcementek
Kis hőfejlesztésű cementekről akkor beszélhetünk, ha az előállított cement hőfejlesztése kevesebb mint 270 J/gramm. A kis hőfejlesztésű cementek előállításának elsődleges módja, hogy a cementben alkalmazott klinker hányadot csökkentsék és/vagy a cement őrlésfinomságát csökkentsék.

## Nem portlandcementek

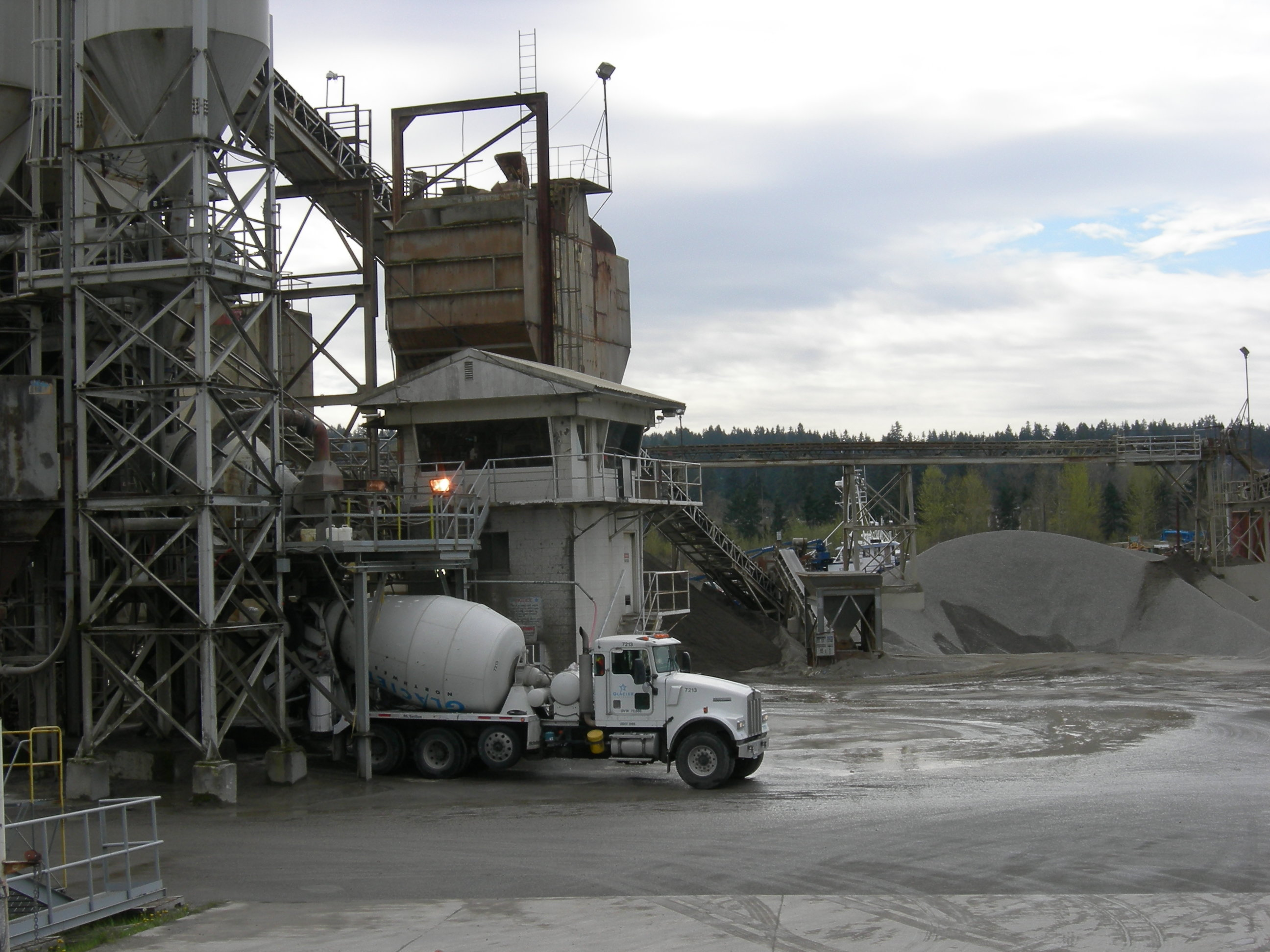
Amerikai betongyártó üzem Washington államban

### Aluminátcementek
Ezen csoport legjellegzetesebb képviselői a különböző aluminátcementek (franciául: ciment fondu, németül: Tonerdeschmelzzement). Ezek nyersanyaga valamilyen nagy alumínium-oxid tartalmú anyag, pl. bauxit vagy timföld, melyet mészkővel vagy mésszel keverve égetnek ki. A bauxitcementek rendkívül nagy kezdeti szilárdsággal rendelkeznek, ám néhány évtized alatt ez nagymértékben csökkenhet. Az aluminátcementeket ma leginkább tűzállóanyagok gyártására használják.

### Sorel-cement (vagy magnézia-cementek)
A műanyag alapú burkolóanyagok gyártásának nagyfokú fejlődése miatt kisebb jelentőségűvé váltak a magnézia-cementek vagy Sorel-cement. Alapanyaga lágyan égetett, nem zsugorított magnézium-oxid, amelyet MgCO3-ból nagy hőmérsékleten égetnek és MgSO4 oldattal keverik. Főként melegpadlók készítésére vagy műanyag burkolatú padlózatokhoz használják.

### A rómaicement
Az ókori rómaiak használták az igen erős, víz alatt is kötő cementet, mész, pozzuolén (vulkáni hamu) és homok vizes elegyét. (Pozzuoli, Vezúv menti város nevéből.) A természetben található, vulkanikus eredetű „cenere vulcanica” felhasználásával készült kötőanyag szilícium-, alumínium- és vastartalmú, amiknek köszönhetően víz alatt is használható. 2100 éve áll a Tiberis három, ezzel épített hídpillérje.
A ma is gyártott rómaicement tulajdonságaival bíró anyag különböző vegyi jellemzői a felhasznált kőzetek eltérő összetételével magyarázhatók. A hozzá legjobban hasonlító cementfajta a Grenoble-ban még ma is bányászott természetes promptcement.

## Cementgyártás

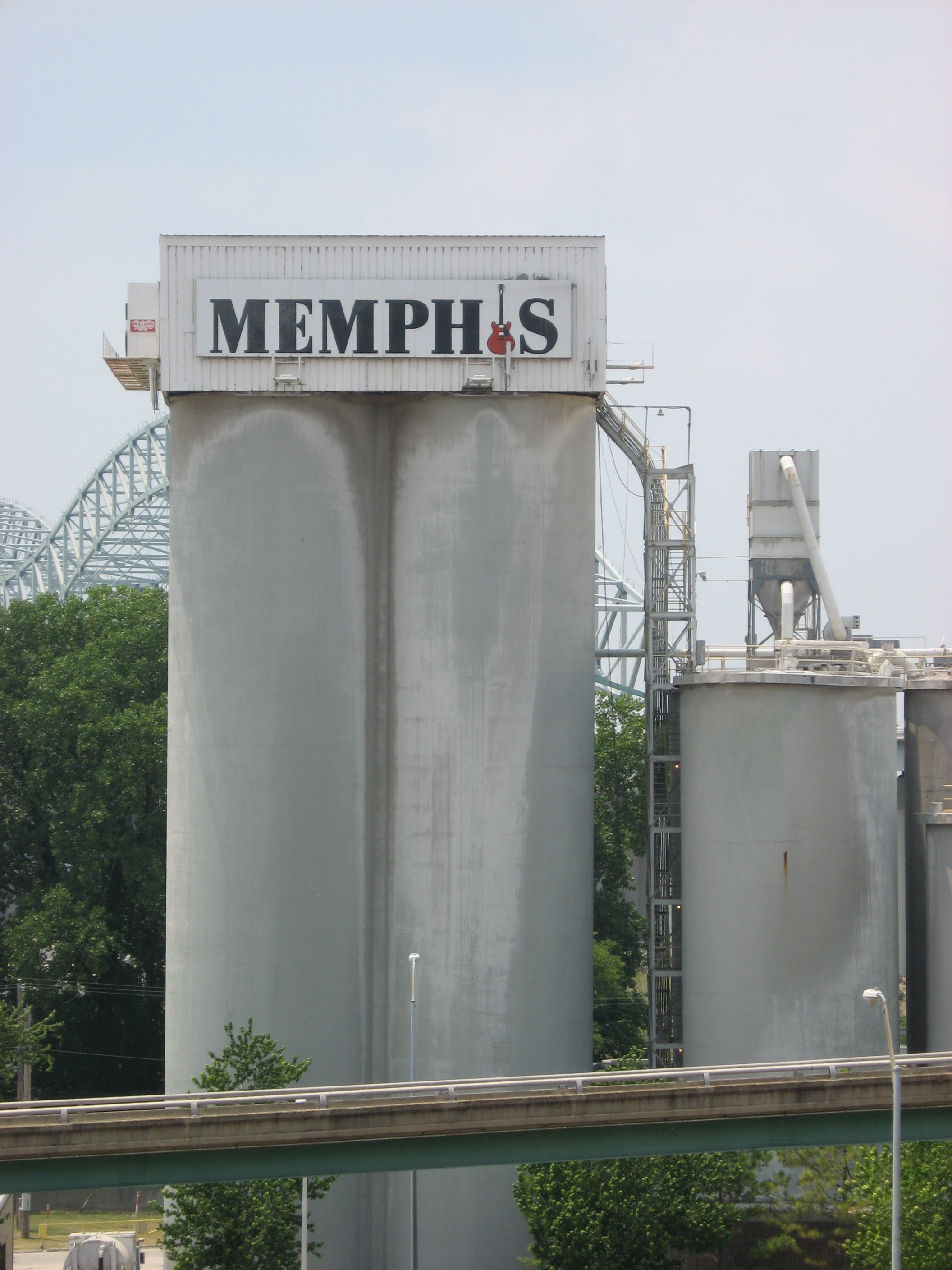
Cement silók az Amerikai Egyesült Államokbeli Memphisben

A mai cementek összetételét tudatosan állítják össze, szemben az egykori cementekkel, amelyek összetétele a márga természet adta összetételétől függött. A cementet mészkő és agyag hozzávetőlegesen 2:1 arányú keverékéből, esetlegesen az ezeket hordozó márga felhasználásával gyártják. Az agyagot a megtört mészkőhöz vagy márgához adagolják. A cementgyártást három fő műveletre szokás osztani:
- nyersanyagok előkészítése,
- klinkergyártás (égetés)
- cementgyártás (őrlés)

A bányából beérkező nyersanyagokat keverés után kiszárítják és nyers porrá (nyerslisztté) őrlik malomban. Ehhez szükség szerint összetételt korrigáló anyagokat adnak (pl. piritpörk, homok), majd silóban tárolják. Az őrlés során keletkező poros levegőt elszívják és elektro-filterben portalanítják. A nyersliszt egy bizonyos hőcserélő rendszeren (hőcserélő torony) keresztül megy, kiég, majd egy forgó, enyhén ferde pályájú cementégető kemencében klinkerré granulálódik (először zsugorodik, képlékeny és folyós állagúvá válik, majd golyókká áll össze). A klinkergranulátumot gyorsan lehűtik és tározóba helyezik. Végül a lehűlt klinkert – esetlegesen kiegészítő anyagokkal keverve, például kohósalakkal – golyós vagy görgős cementmalomban megőrlik.
A gyártás technológiája szerint lehet a gyártás nedves, félszáraz vagy száraz. A nedves technológia elnevezés arra utal, hogy a nyersanyagok őrlése víz jelenlétében történik, a félszáraz eljárásnál 12-16% vízzel, míg a száraznál víz nélkül. A száraz eljárással gyártott cement alkálifémtartalma nagyobb, mint a nedves eljárással készült cementé. A gyártás sok energiát igényel, mivel az anyag előállításakor az őrölt mészkövet, agyagot és az adalékanyagokat 1450 °C-ra hevítik, hogy klinker képződjön belőlük, melyből őrlés és gipsz hozzáadása után lesz a portlandcement. A gyártás költségeinek csökkentése és a meg nem újuló energiaforrások megőrzése érdekében a cementgyárak gyakran hasznosítanak szelektált hulladékból előállított fűtőanyagokat is (pl. gumi).

## Magyarországi cementgyárak
Működő gyárak:
- Duna-Dráva Cement Kft. beremendi cementgyára (1909–)
- Duna-Dráva Cement Kft. váci cementgyára (1963–)
- Királyegyházi Cementgyár (2011–)

Épülő gyárak:
- Nyergesújfalui Cementgyár (még nem épül)

Megszűnt gyárak:
- Hejőcsabai cementgyár (1950–2011)
- Bélapátfalvi Cementgyár (1908–2000)
- Mogyoróskai üzem (1854–1934)
- Selypi Cementgyár – (1907–1983)
- Tatabányai Cementgyár (Felsőgallai cementgyár) (1912–1986)
- Újlaki Cementgyár (1880–1929)
- Nyergesújfalui Cementgyár (1870–1925)
- Lábatlani Cementgyár (1868–2013)

Egykor Magyarországhoz tartozó cementgyárak:
- Beocsini cementgyár (1869-től működött)
- Brassói cementgyár (megszűnt)
- Gurahonci cementgyár (Arad megye, 1885– nincs adat)
- Lédeci cementgyár (1889–1916)
- Litvaillói (Zsolnai) cementgyár (1900– nincs adat)
- Tordai cementgyár (1914– működik)
- Podsusedi (Zágráb) cementgyár (1908– nincs adat)

### Könyvek
- Reisz Lajos (1989) Cement- és Mészgyártási Kézikönyv. Építésügyi Tájékoztatási Központ, Budapest 1989 ISBN 963-512-973-4
- dr. Balázs György (1994) Beton és vasbeton I. – Alapismeretek története. Akadémiai Kiadó, Budapest ISBN 963-05-6754-7
- dr. Balázs György (1983) Építőanyagok és kémia. Műegyetemi Kiadó, Budapest
- dr. Balázs György (2007) Különleges betonok és betontechnológiák I. Akadémiai Kiadó, Budapest ISBN 978-963-05-8465-4